# 979

## Decese
- 3 august: Thietmar I de Merseburg, margraf de Meissen din 970 (n.c. 925)